# ميركسبلاس
ميركسبلاس (تنطق بالهولندية: [ˈmɛrksplɑs]) هي بلدية تقع في بلجيكا مقاطعة انتفيرب.